# Sarphatipark 43-45
Het gebouw Sarphatipark 43-45 bestaat uit een dubbel herenhuis aan het Sarphatipark (zowel park als straat) in De Pijp te Amsterdam-Zuid. 
De woonhuizen zijn gebouwd in de eclectische bouwstijl en zijn gespiegeld ten opzichte van elkaar. Dat spiegeleffect is deels verloren gegaan omdat in de loop der jaren er gerenoveerd is aan de gevel. Bijvoorbeeld de raampartijen op de begane grond zijn (in 2015) verschillend uitgevoerd. Aan gebouw 45 moesten in 2011 renovatiewerkzaamheden verricht worden aan de gevel (nieuwe kozijnen en bestening). Op de bouwtekening staat nog vermeld dat de gebouwen geplaatst zouden worden aan de Jan Steenstraat, maar dit stuk kreeg de naam van het park. 
P.C. Breek was voornamelijk aannemer en sloper. Hij bood destijds ook mee op de bouw van de Oranjekerk even verderop, maar trok zich terug. 